# جيوردانو غالي
جيوردانو غالي (بالإيطالية: Giordano Galli)‏ (31 ديسمبر 1952 مودينا إيطاليا - ) هو لاعب كرة قدم إيطالي. لعب 194 مباراة وسجل 47 هدف.

## مسيرته

### مسيرته مع الأندية
- 1969 - 1973 لعب مع نادي مودينا 45 مباراة سجل خلالها 6 أهداف.
- 1972 - 1973 لعب مع سورينتو كالتشيو [الإنجليزية]‏ 16 مباراة سجل خلالها 4 أهداف.
- 1973 - 1974 لعب مع نادي كاتانزارو 11 مباراة سجل خلالها هدف.
- 1974 - 1976 لعب مع نادي نوفارا 22 مباراة سجل خلالها 3 أهداف.
- 1976 - 1978 لعب مع نادي أنكونا 59 مباراة سجل خلالها 26 هدف.
- 1978 - 1980 لعب مع نادي تارانتو 1927 37 مباراة سجل خلالها 7 أهداف.
- 1980 - 1981 لعب مع Forlì FC [الإنجليزية]‏ 4 مباريات.